# 三個女人一個墟
《三個女人一個墟》（英語：Lipstick Circle）是香港電視廣播有限公司拍攝製作的清談節目，全節目共12集，以女性為主題，由卓韻芝、蒙嘉慧及呂慧儀擔任主持。

## 名字解析
節目名稱源自粵語同名俗語，其中的“墟”，本作圩，解作市集。原意是指三個女人聚在一起就會七嘴八舌，熱鬧得像在市集一般。該詞語的市集（全作圩市）其實指的是廟會，經過漢語方言學的考證，與北方的俗語三個女人一台戲語出同源，有戲看的市集為廟會。

## 簡介
本節目由3位女藝人主持，每集邀請不同嘉賓如藝人或專業人士，討論與女性相關的話題，主持以女性角度對話題進行深入探討。
本節目於2012年2月26日起，逢星期日晚上 22:30-23:30 於翡翠台及高清翡翠台播出；MyTV提供網上重溫。4月15日因直播第31屆香港電影金像獎頒獎禮，本節目暫停播映。

## 盛女駕到
由於無綫電視製作的女性真人秀節目《盛女愛作戰》引起社會話題，無綫乘勢推出相關節目《盛女駕到》，由《三個女人一個墟》的3位主持卓韻芝、呂慧儀及蒙嘉慧，加入陳芷菁為主持，並沿用節目佈景，共3集於4月14日(星期六)、4月22日及4月29日同一時段播映。《三個女人一個墟》則暫停播出。

## 每集內容
| 集數 | 播映日期   | 主題               | 嘉賓 |
| 01   | 2012/02/26 | 醫學美容知多D      | 美容業界代表、整型外科醫生、何佩瑜                                                                           |
| 02   | 2012/03/04 | 艷壓群芳一校花     | 七間大學及一間中學的校花                                                                                     |
| 03   | 2012/03/11 | 靚仔有運行？       | 七位香港男性                                                                                                 |
| 04   | 2012/03/18 | 夜蒲一族           | Grace Yim、Kinki Lam、Stephanie、Suki Tsoi、Suki Wong、Nixon Ng、Yeti Choy、許穎                             |
| 05   | 2012/04/08 | 緋聞王             | 許亦妮、楊秀惠、陸詩韻、張嘉兒、蔡慧欣、謝芷蕙，兩位娛樂記者/狗仔隊成員                                      |
| 06   | 2012/05/06 | 打得的女人         | 曾慧英(Venus)、戴芳明(Ming)、曾佩珊(Shan)、譚筱澄(Sandy)、周文斐(Sophia)、鄭麗莎(Lisa)、蘇善盈(Jesse)        |
| 07   | 2012/05/13 | 我的世紀婚禮       | 婚禮統籌師、婚紗設計師、婚紗照攝影師、婚禮化妝師                                                             |
| 08   | 2012/05/20 | Tomboy             | 「阿蛋」譚憶儀、馮美依(Meow)、黃康妮(Connie)、周育瑩(Mix)、戴畹旂(Jack)、王若琪(Takki)                       |
| 09   | 2012/05/27 | 娛樂圈桃色事件     | 范振鋒、何傲兒、關婉珊、黃榕、林敏驄、鄒凱光                                                                 |
| 10   | 2012/06/03 | 胸戰               | 胡心諾(Rainbow)、許穎(Phoebe)、「藍莓」劉俐、「E Cup超蓮」鍾采羲、莊思敏、整形外科專科醫生陳國基             |
| 11   | 2012/06/10 | 才智雙全一校草     | 丘進業(Nicolas)、李任燊(Kyle)、黃德利(Dicky)、林顯峰(Edward)、趙竟竣(Elliot)、勞鴻宇(Jeffrey)、溫冠麟(Sunny) |
| 12   | 2012/06/17 | 娛樂圈「上位」秘笈 | 范振鋒、黃榕、王君馨、高海寧、姚子羚、高鈞賢                                                                 |

## 外部連結
- 無綫電視節目網頁 - 三個女人一個墟（页面存档备份，存于）

## 電視節目的變遷
| 無綫電視翡翠台、高清翡翠台 星期日 22:30-23:30 時段 | 無綫電視翡翠台、高清翡翠台 星期日 22:30-23:30 時段 | 無綫電視翡翠台、高清翡翠台 星期日 22:30-23:30 時段 |
| -------------------------------------------------- | -------------------------------------------------- | -------------------------------------------------- |
|                                                    | 三個女人一個墟 (2012.02.26 - 2012.06.17)           |                                                    |
| IFPI香港唱片銷量大獎2011 (2012.02.19)              | 飛虎 (2012.06.24 - 2012.08.12)                     |                                                    |